# Stratos Apostolakis
Stratos Apostolakis (grekiska: Στράτος Αποστολάκης), född 17 maj 1964 i Kastrákion, är en grekisk före detta fotbollsspelare.

## Fotbollskarriär

### Klubblagskarriär
Apostolakis inledde sin karriär med Panetolikos men flyttade senare till Olympiakos. Med klubben vann han Alfa Ethniki 1986/1987. Apostolakis blev så småningom lagkapten.
Efter fem säsonger med Olympiakos gjorde Apostolakis 1990 den "förbjudna" flytten till ärkerivalerna Panathinaikos. Detta ledde till att det årets upplaga av den grekiska supercupen fick skjutas upp på grund av oro för kravaller mellan lagens supportrar. Apostolakis kom att spela med Panathinaikos till 1999 och vann under de åren tre ligatitlar, fyra cuptitlar och en supercuptitel.

### Landslagskarriär
Apostolakis spelade 96 A-landskamper för Greklands landslag. När han slutade i landslaget var de 96 matcherna rekord i det grekiska landslaget, men rekordet överträffades 2004 av Theodoros Zagorakis.
Apostolakis var uttagen till Greklands trupp till VM 1994 och spelade i två av matcherna.

### Tränarkarriär
Apostolakis var tillfällig tränare för Panathinaikos 2001, men sade upp sig efter säsongens slut. Han tränade Greklands landslag vid OS 2004.

## Meriter
- Grekisk ligamästare 5 gånger: 
  - med Olympiakos 1986/1987
  - med Panathinaikos 1989/1990, 1990/1991, 1994/1995, 1995/1996
- Grekisk cupmästare 5 gånger:
  - med Olympiakos 1989/1990
  - med Panathinaikos 1990/1991, 1992/1993, 1993/1994, 1994/1995
- Grekisk supercupmästare 3 gånger:
  - med Olympiakos 1987
  - med Panathinaikos 1993, 1994